# Société de linguistique de Paris
La Société de linguistique de Paris (SLP) est une société savante française fondée en 1864 et consacrée à la recherche scientifique dans le domaine de la linguistique. Elle a son siège à l'École pratique des hautes études (IVe section), à la Sorbonne, à Paris. Elle a été précédée par une société du même nom en 1854, dotée d'un périodique titré La Tribune des linguistes, jusqu'en 1860.

## Historique
La Société de linguistique de Paris est à l'origine un cercle de discussion qui apparaît vers 1863 et regroupe des américanistes proches des milieux monarchistes et catholiques. Elle est constituée sous le nom de Société de Linguistique en 1864 et Antoine d'Abbadie, un des fondateurs, est le premier président. En 1866, Émile Egger devient président de la SLP ; avec lui y entrent des linguistes comparatistes comme Michel Bréal et Gaston Paris. La même année, sollicitée en ce sens par Victor Duruy, la société adopte de nouveaux statuts mieux formalisés. Ces statuts fixent pour but à la Société « l'étude des langues, celle des légendes, traditions, coutumes, documents, pouvant éclairer la science ethnographique » ; l'article 2 précise que « la Société n'admet aucune communication concernant, soit l'origine du langage — soit la création d'une langue universelle ». Les statuts formalisent également les contacts de la Société avec les sociétés savantes et les chercheurs à l'étranger.
En 1868, Michel Bréal devient président de la SLP, et plusieurs linguistes comparatistes de l'Association pour l'encouragement des études grecques en France rejoignent la Société ; cela conduit la majorité des membres fondateurs de la SLP à s'en retirer et à fonder une autre société, la Société de philologie, en 1869. En 1868, la SLP commence à publier des Mémoires, et en 1869, elle commence à publier le Bulletin de la Société de Linguistique de Paris, alors destiné à une diffusion interne. Le début des années 1870 voit la Société menacée par une nouvelle série de dissensions internes qui entraînent le départ d'une partie de ses membres. En 1874, le Ministère de l'instruction publique, qui accordait jusque-là une subvention à la Société, menace de la retirer ; le retour de la subvention est obtenu par l'adoption de nouveaux statuts.
Les décennies suivantes voient des discussions entre des linguistes comme Louis Havet qui étudie principalement le latin, puis, dans les années 1900, le linguiste Antoine Meillet, l'écrivain Robert Gauthiot et l'indologue Sylvain Lévi. Après la fin de la Première guerre mondiale, Antoine Meillet réorganise en partie la SLP, en donnant davantage d'importance au Bulletin de la Société de la Linguistique de Paris, dans lequel il intègre notamment les Mémoires jusque-là publiés séparément. Meillet meurt en 1936, et la Seconde Guerre mondiale entraîne l'interruption des activités de la SLP entre 1940 et 1944.
La Société reprend ses activités en 1945 avec pour premiers présidents Fernand Mossé en 1945 et Pierre Chantraine en 1946. Ces années sont marquées par les travaux de linguistes comme Émile Benveniste et André Martinet.

## Présidents
Le président de la Société n'est rééligible qu'après un délai d'un an, ce qui entraîne un changement de président tous les ans.
- 2017 : Jacques François
- 2018 : Bernard Bortolussi
- 2019 : Catherine Camugli-Gallardo
- 2020 : Georges-Jean Pinault
- 2021 : Zlatka Guentchéva
- 2022 : Guillaume Jacques
- 2023 : Isabelle Bril

## Activités
La Société de linguistique de Paris tient sept séances scientifiques chaque année, consacrées à des communications. Elle organise également chaque année, au mois de janvier, une journée d'étude consacrée à un thème particulier. En 1997, la SLP a organisé le XVIe Congrès international des linguistes, qui a eu lieu à Paris.

## Publications
À partir de 1868, la Société de linguistique de Paris publie des Mémoires dont la première série s'arrête en 1935 lorsque les Mémoires sont intégrés aux Bulletins. Une nouvelle série des Mémoires est entamée en 1990.
À partir de 1869, la Société de linguistique de Paris publie le Bulletin de la Société de linguistique de Paris. D'abord publié trois fois par an et destiné à une diffusion interne, le Bulletin devient peu à peu une revue scientifique à large diffusion. Dans les années 2000, il paraît au rythme d'un volume par an.
Depuis 1908, la SLP publie ponctuellement des ouvrages de recherche dans la collection « Linguistique », dont le premier titre est Les dialectes indo-européens d'Antoine Meillet. En 2003, la collection comptait plus de 90 titres.